# La Capelle-Balaguier
La Capelle-Balaguier est une commune française, située dans le département de l'Aveyron en région Occitanie.

## Géographie

### Localisation et communes limitrophes
La commune de La Capelle-Balaguier se trouve à l'ouest  du département de l'Aveyron, dans la petite région agricole du Bas Quercy.
Elle se situe à 65 km par la route de Rodez, préfecture du département, à 14 km de Villefranche-de-Rouergue, sous-préfecture, et à 11 km de Villeneuve, bureau centralisateur du canton de Villeneuvois et Villefranchois dont dépend la commune depuis 2015. La commune fait en outre partie du bassin de vie de Villefranche-de-Rouergue.
Les communes les plus proches sont, : 
Sainte-Croix (2,7 km), Ols-et-Rinhodes (3,8 km), Montsalès (6,3 km), Martiel (6,8 km), Puyjourdes (46) (6,9 km), Saujac (7,5 km), Villeneuve (7,5 km), Cadrieu (46) (7,6 km), Toulonjac (8,0 km).

### Hydrographie

#### Réseau hydrographique

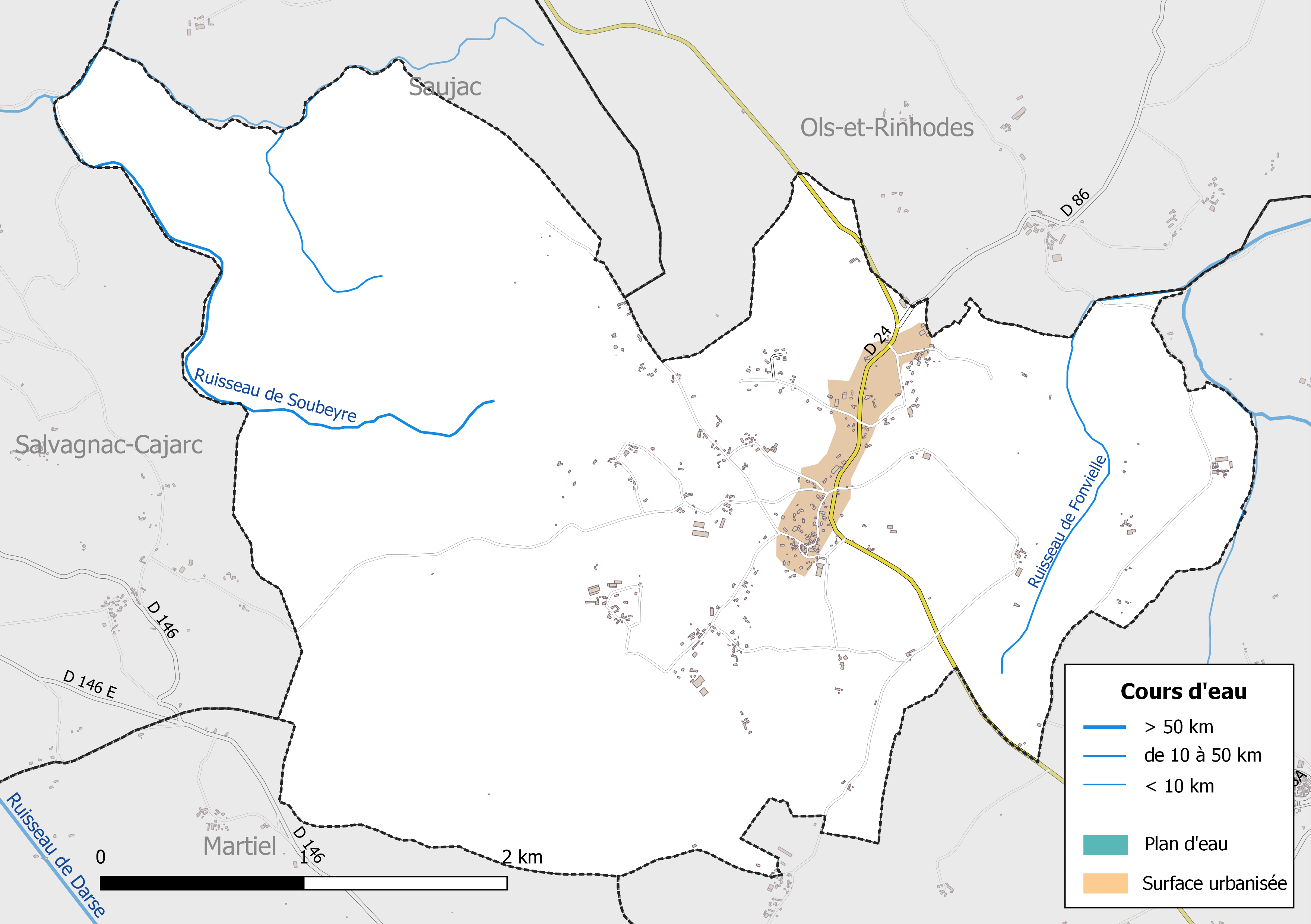
Réseaux hydrographique et routier de La Capelle-Balaguier.

La commune est drainée par le Ruisseau de Flaucou, le ruisseau de Soubeyre, le ruisseau de Fonvielle et par divers petits cours d'eau.
Le Ruisseau de Flaucou, d'une longueur totale de 13,8 km, prend sa source dans la commune de Sainte-Croix et se jette  dans le Lot à Ambeyrac, après avoir arrosé 6 communes.

#### Gestion des cours d'eau
La gestion des cours d’eau situés dans le bassin de l’Aveyron est assurée par l’établissement public d'aménagement et de gestion des eaux (EPAGE) Aveyron amont, créé le 1er janvier 2017, en remplacement du syndicat mixte du bassin versant Aveyron amont,,.

### Climat
Pour des articles plus généraux, voir Climat de l'Occitanie et Climat de l'Aveyron.
En 2010, le climat de la commune est de type climat océanique altéré, selon une étude s'appuyant sur une série de données couvrant la période 1971-2000. En 2020, Météo-France publie une typologie des climats de la France métropolitaine dans laquelle la commune est exposée à un climat océanique altéré et est dans la région climatique Ouest et nord-ouest du Massif Central, caractérisée par une pluviométrie annuelle de 900 à 1 500 mm, maximale en automne et en hiver.
Pour la période 1971-2000, la température annuelle moyenne est de 11,9 °C, avec une amplitude thermique annuelle de 15,7 °C. Le cumul annuel moyen de précipitations est de 1 012 mm, avec 11,6 jours de précipitations en janvier et 6,5 jours en juillet. Pour la période 1991-2020, la température moyenne annuelle observée sur la station météorologique la plus proche, située sur la commune de Villefranche-de-Rouergue à 12 km à vol d'oiseau, est de 12,6 °C et le cumul annuel moyen de précipitations est de 865,1 mm,. Pour l'avenir, les paramètres climatiques de la commune estimés pour 2050 selon différents scénarios d'émission de gaz à effet de serre sont consultables sur un site dédié publié par Météo-France en novembre 2022.

### Milieux naturels et biodiversité

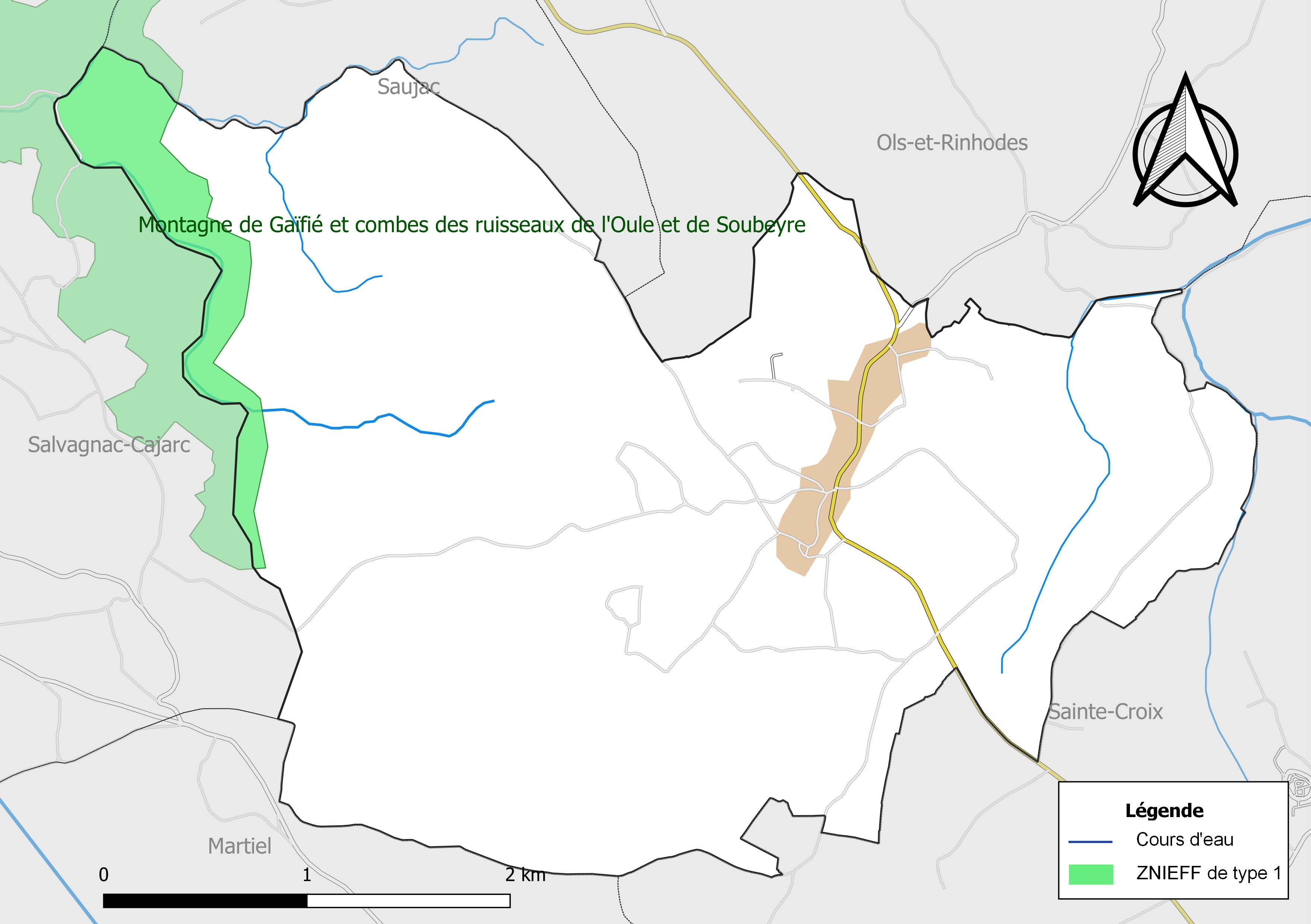
Carte de la ZNIEFF de type 1 localisée sur la commune.

L’inventaire des zones naturelles d'intérêt écologique, faunistique et floristique (ZNIEFF) a pour objectif de réaliser une couverture des zones les plus intéressantes sur le plan écologique, essentiellement dans la perspective d’améliorer la connaissance du patrimoine naturel national et de fournir aux différents décideurs un outil d’aide à la prise en compte de l’environnement dans l’aménagement du territoire.
Le territoire communal de La Capelle-Balaguier comprend une ZNIEFF de type 1,, 
la « Montagne de Gaïfié et combes des Ruisseaux de l'Oule et de Soubeyre » (1 461 ha), couvrant 7 communes dont 4 dans l'Aveyron et 3 dans le Lot.

## Urbanisme

### Typologie
Au 1er janvier 2024, La Capelle-Balaguier est catégorisée commune rurale à habitat dispersé, selon la nouvelle grille communale de densité à 7 niveaux définie par l'Insee en 2022.
Elle est située hors unité urbaine. Par ailleurs la commune fait partie de l'aire d'attraction de Villefranche-de-Rouergue, dont elle est une commune de la couronne,. Cette aire, qui regroupe 34 communes, est catégorisée dans les aires de moins de 50 000 habitants,.

### Occupation des sols

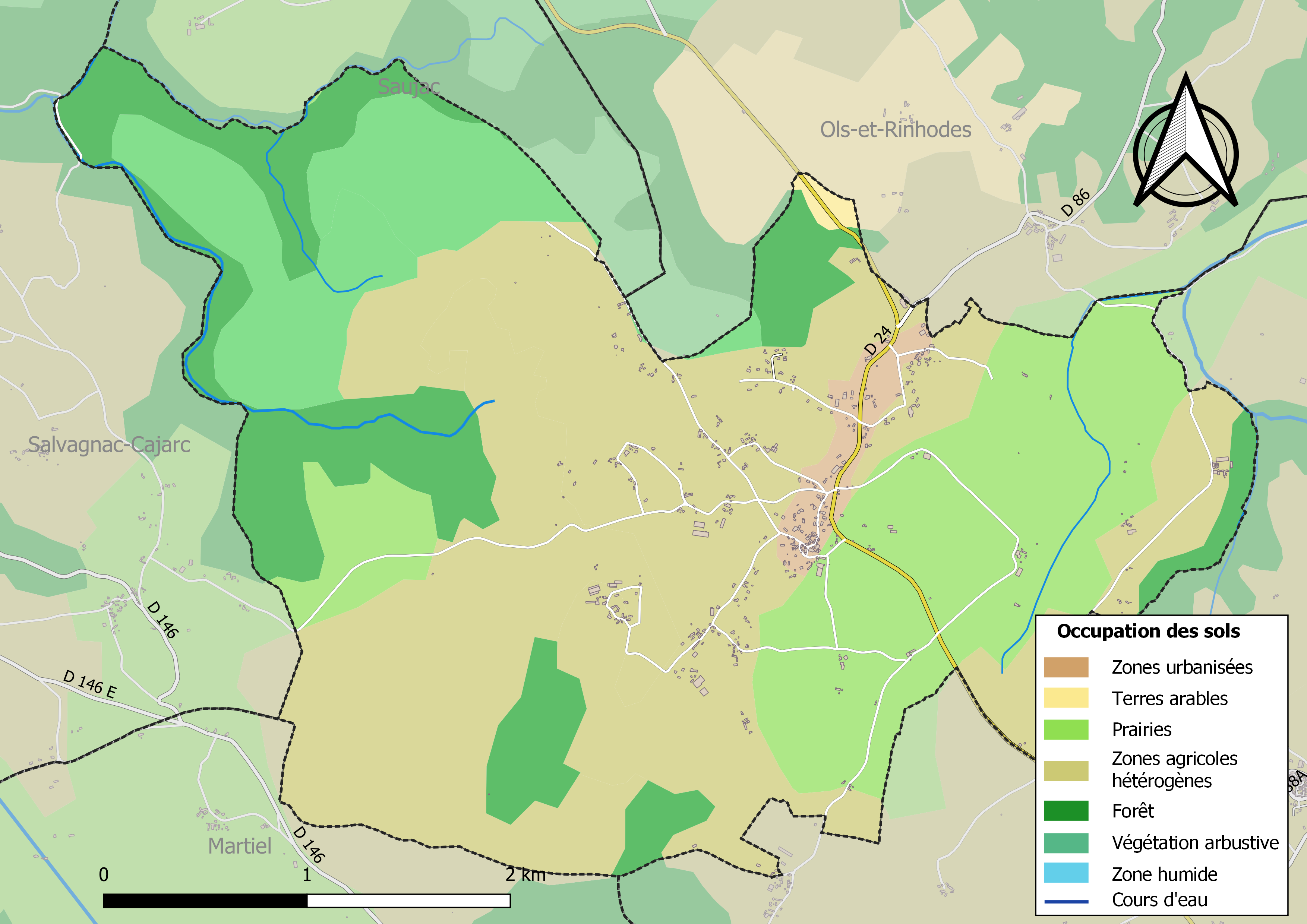
Infrastructures et occupation des sols de la commune de La Capelle-Balaguier.

L'occupation des sols de la commune, telle qu'elle ressort de la base de données européenne d’occupation biophysique des sols Corine Land Cover (CLC), est marquée par l'importance des territoires agricoles (78,9 % en 2018), en augmentation par rapport à 1990 (63,7 %). La répartition détaillée en 2018 est la suivante : 
zones agricoles hétérogènes (52 %), prairies (26,6 %), forêts (18,9 %), zones urbanisées (2,2 %), terres arables (0,3 %).

### Planification
La loi SRU du 13 décembre 2000 a incité fortement les communes à se regrouper au sein d’un établissement public, pour déterminer les partis d’aménagement de l’espace au sein d’un SCoT, un document essentiel d’orientation stratégique des politiques publiques à une grande échelle. La commune est dans le territoire du SCoT du Centre Ouest Aveyron  approuvé en février 2020. La structure porteuse est le Pôle d'équilibre territorial et rural Centre Ouest Aveyron, qui associe neuf EPCI, notamment Communauté de communes du Grand Villefranchois, dont la commune est membre.
La commune disposait en 2017 d'une carte communale approuvée et un plan local d'urbanisme était en élaboration.

### Risques majeurs
Le territoire de la commune de La Capelle-Balaguier est vulnérable à différents aléas naturels : climatiques (hiver exceptionnel ou canicule), feux de forêts et séisme (sismicité très faible).
Il est également exposé à un risque particulier, le risque radon,.

#### Risques naturels
Le Plan départemental de protection des forêts contre les incendies découpe le département de l’Aveyron en sept « bassins de risque » et définit une sensibilité des communes à l’aléa feux de forêt (de faible à très forte). La commune est classée en sensibilité forte.
Les mouvements de terrains susceptibles de se produire sur la commune sont soit des mouvements liés au retrait-gonflement des argiles, soit des effondrements liés à des cavités souterraines. Le phénomène de retrait-gonflement des argiles est la conséquence d'un changement d'humidité des sols argileux. Les argiles sont capables de fixer l'eau disponible mais aussi de la perdre en se rétractant en cas de sécheresse. Ce phénomène peut provoquer des dégâts très importants sur les constructions (fissures, déformations des ouvertures) pouvant rendre inhabitables certains locaux. La carte de zonage de cet aléa peut être consultée sur le site de l'observatoire national des risques naturels Géorisques. Une autre carte permet de prendre connaissance des cavités souterraines localisées sur la commune.

#### Risque particulier
Dans plusieurs parties du territoire national, le radon, accumulé dans certains logements ou autres locaux, peut constituer une source significative d’exposition de la population aux rayonnements ionisants. Toutes les communes du département sont concernées par le risque radon à un niveau plus ou moins élevé. La commune de Capelle-Balaguier est classée à risque faible.

## Politique et administration

### Découpage territorial
La commune de Capelle-Balaguier est membre de la communauté de communes du Grand Villefranchois, un établissement public de coopération intercommunale (EPCI) à fiscalité propre créé le 1er janvier 2017 dont le siège est à Villefranche-de-Rouergue. Ce dernier est par ailleurs membre d'autres groupements intercommunaux.
Sur le plan administratif, elle est rattachée à l'arrondissement de Villefranche-de-Rouergue, au département de l'Aveyron et à la région Occitanie. Sur le plan électoral, elle dépend du  canton de Villeneuvois et Villefranchois pour l'élection des conseillers départementaux, depuis le redécoupage cantonal de 2014 entré en vigueur en 2015, et de la deuxième circonscription de l'Aveyron  pour les élections législatives, depuis le dernier découpage électoral de 2010.

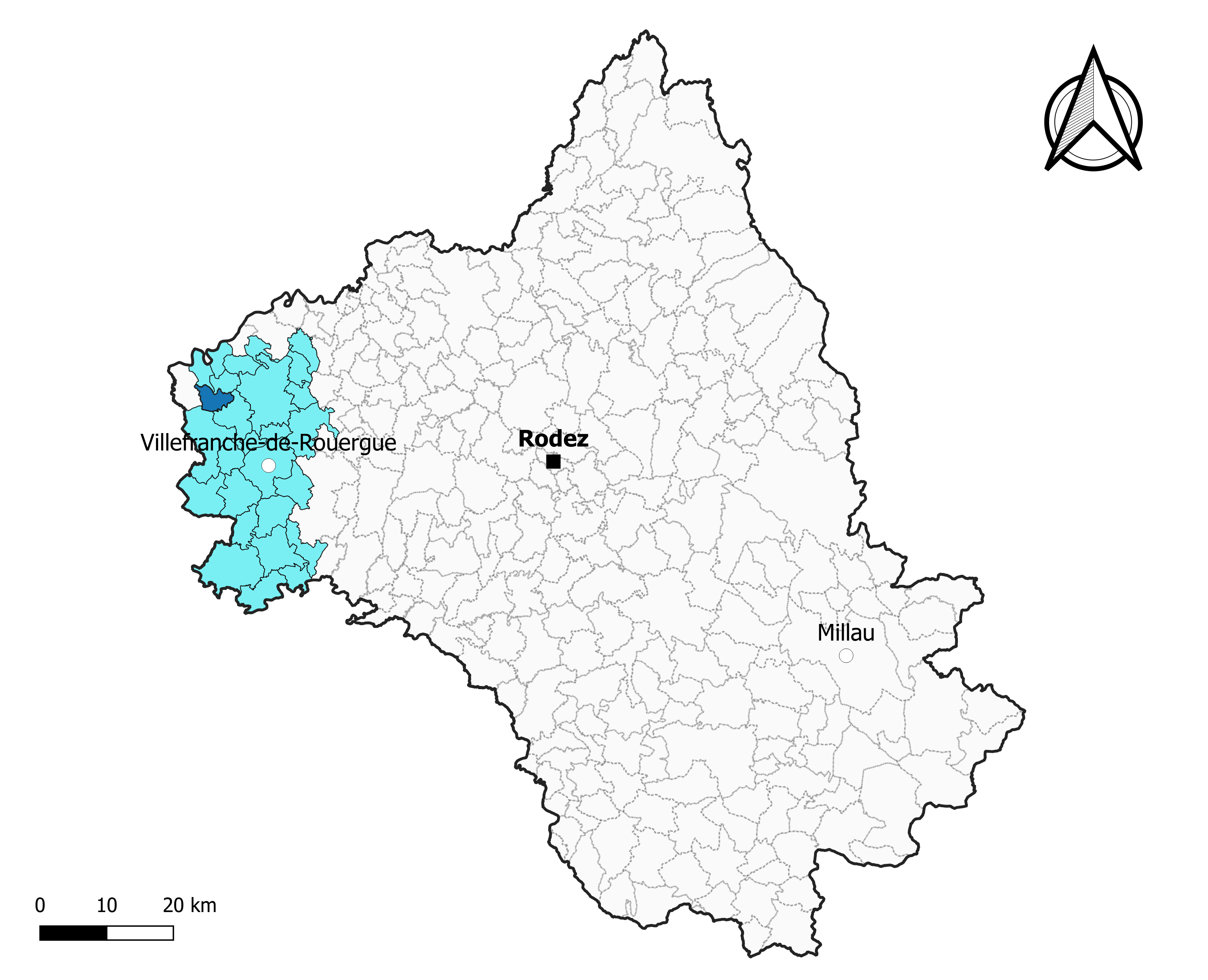
La Capelle-Balaguier dans l'intercommunalité en 2020.
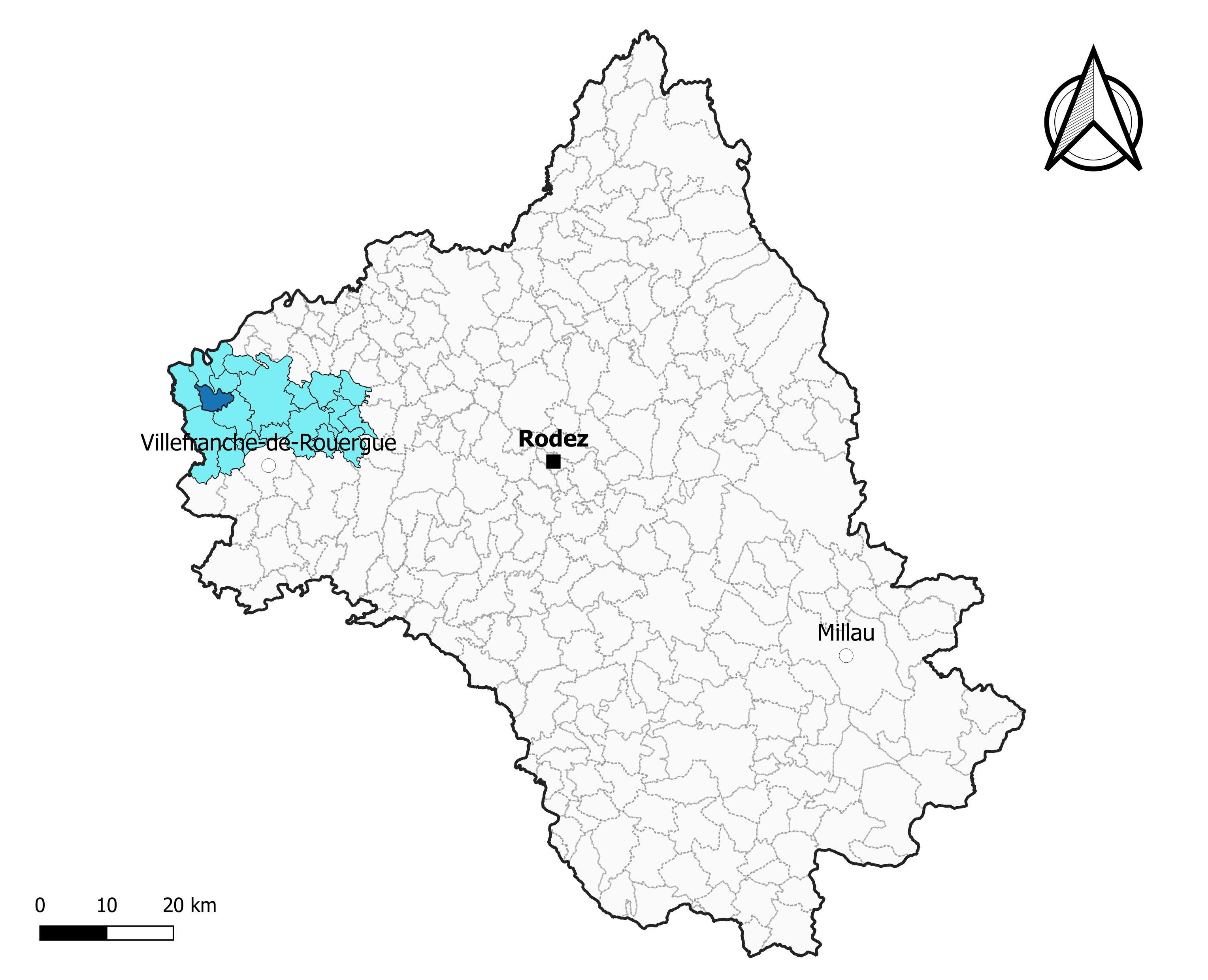
La Capelle-Balaguier dans le canton de Villeneuvois et Villefranchois en 2020.
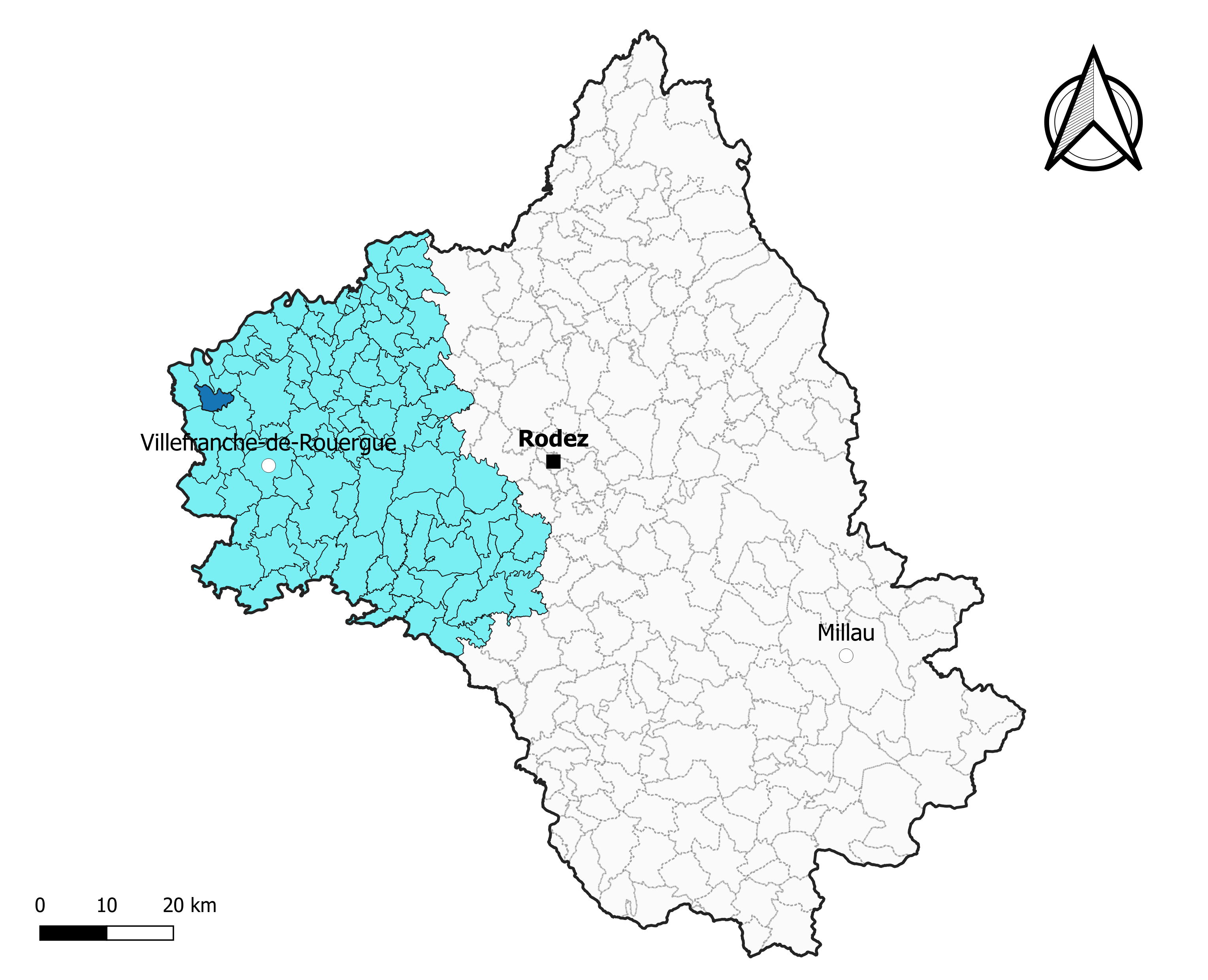
La Capelle-Balaguier dans l'arrondissement de Villefranche-de-Rouergue en 2020.

### Élections municipales et communautaires

#### Élections de 2020
Le conseil municipal de Capelle-Balaguier, commune de moins de 1 000 habitants, est élu au scrutin majoritaire plurinominal à deux tours avec candidatures isolées ou groupées et possibilité de panachage. Compte tenu de la population communale, le nombre de sièges à pourvoir lors des élections municipales de 2020 est de 11. La totalité des onze candidats en lice est élue dès le premier tour, le 15 mars 2020, avec un taux de participation de 67,93 %.
Pierre Viven, maire sortant, est réélu pour un nouveau mandat le 28 mai 2020.
Dans les communes de moins de 1 000 habitants, les conseillers communautaires sont désignés parmi les conseillers municipaux élus en suivant l’ordre du tableau (maire, adjoints puis conseillers municipaux) et dans la limite du nombre de sièges attribués à la commune au sein du conseil communautaire. Un siège est attribué à la commune au sein de la Ouest Aveyron Communauté.

#### Liste des maires
| Période                                  | Période  | Identité               | Étiquette | Qualité                                                         |
| ---------------------------------------- | -------- | ---------------------- | --------- | --------------------------------------------------------------- |
|                                          |          | Prosper Bouyssou       |           |                                                                 |
| 1919                                     | 1925     | Jean-Baptiste Bouyssou |           |                                                                 |
| 1925                                     | 1941     | Jean Viven             |           |                                                                 |
| 1941                                     | 1947     | Jean Costes            |           |                                                                 |
| 1947                                     | 1959     | Joachim Garric         |           |                                                                 |
| 1959                                     | 1995     | Georges Viguié         |           |                                                                 |
| 1995                                     | 2010     | Jean Ferrié            |           |                                                                 |
| 2010                                     | En cours | Pierre Viven,          |           | Profession intermédiaire administrative de la fonction publique |
| Les données manquantes sont à compléter. |          |                        |           |                                                                 |

## Démographie
L'évolution du nombre d'habitants est connue à travers les recensements de la population effectués dans la commune depuis 1793. Pour les communes de moins de 10 000 habitants, une enquête de recensement portant sur toute la population est réalisée tous les cinq ans, les populations de référence des années intermédiaires étant quant à elles estimées par interpolation ou extrapolation. Pour la commune, le premier recensement exhaustif entrant dans le cadre du nouveau dispositif a été réalisé en 2005.

En 2022, la commune comptait 345 habitants, en évolution de +12,38 % par rapport à 2016 (Aveyron : +0,37 %, France hors Mayotte : +2,11 %).
| 1793 | 1800 | 1831 | 1836 | 1841 | 1846 | 1851 | 1856 | 1861 |
| ---- | ---- | ---- | ---- | ---- | ---- | ---- | ---- | ---- |
| 402  | 436  | 651  | 701  | 671  | 711  | 733  | 682  | 617  |

| 1866 | 1872 | 1876 | 1881 | 1886 | 1891 | 1896 | 1901 | 1906 |
| ---- | ---- | ---- | ---- | ---- | ---- | ---- | ---- | ---- |
| 600  | 603  | 627  | 634  | 640  | 580  | 543  | 576  | 545  |

| 1911 | 1921 | 1926 | 1931 | 1936 | 1946 | 1954 | 1962 | 1968 |
| ---- | ---- | ---- | ---- | ---- | ---- | ---- | ---- | ---- |
| 515  | 373  | 342  | 302  | 313  | 270  | 215  | 220  | 206  |

| 1975 | 1982 | 1990 | 1999 | 2005 | 2006 | 2010 | 2015 | 2020 |
| ---- | ---- | ---- | ---- | ---- | ---- | ---- | ---- | ---- |
| 215  | 227  | 246  | 240  | 269  | 277  | 276  | 310  | 337  |

| 2022 | - | - | - | - | - | - | - | - |
| ---- | - | - | - | - | - | - | - | - |
| 345  | - | - | - | - | - | - | - | - |

## Économie

### Revenus
En 2018  (données Insee publiées en septembre 2021), la commune compte 145 ménages fiscaux, regroupant 344 personnes. La médiane du revenu disponible par unité de consommation est de 20 410 € (20 640 € dans le département).

### Emploi
| Division       | 2008  | 2013  | 2018  |
| -------------- | ----- | ----- | ----- |
| Commune        | 8,7 % | 8 %   | 7,6 % |
| Département    | 5,4 % | 7,1 % | 7,1 % |
| France entière | 8,3 % | 10 %  | 10 %  |

En 2018, la population âgée de 15 à 64 ans s'élève à 186 personnes, parmi lesquelles on compte 81,3 % d'actifs (73,7 % ayant un emploi et 7,6 % de chômeurs) et 18,7 % d'inactifs,. En  2018, le taux de chômage communal (au sens du recensement) des 15-64 ans est supérieur à celui du département, mais inférieur à celui de la France, alors qu'il était supérieur à celui de la France en 2008.
La commune fait partie de la couronne de l'aire d'attraction de Villefranche-de-Rouergue, du fait qu'au moins 15 % des actifs travaillent dans le pôle,. Elle compte 36 emplois en 2018, contre 45 en 2013 et 36 en 2008. Le nombre d'actifs ayant un emploi résidant dans la commune est de 139, soit un indicateur de concentration d'emploi de 26,2 % et un taux d'activité parmi les 15 ans ou plus de 58,8 %.
Sur ces 139 actifs de 15 ans ou plus ayant un emploi, 25 travaillent dans la commune, soit 18 % des habitants. Pour se rendre au travail, 88,5 % des habitants utilisent un véhicule personnel ou de fonction à quatre roues, 3,4 % s'y rendent en deux-roues, à vélo ou à pied et 8,1 % n'ont pas besoin de transport (travail au domicile).

### Activités hors agriculture
25 établissements sont implantés  à La Capelle-Balaguier au 31 décembre 2019. Le tableau ci-dessous en détaille le nombre par secteur d'activité et compare les ratios avec ceux du département,.
Le secteur de l'industrie manufacturière, des industries extractives et autres est prépondérant sur la commune puisqu'il représente 40 % du nombre total d'établissements de la commune (10 sur les 25 entreprises implantées  à La Capelle-Balaguier), contre 17,7 % au niveau départemental.

### Agriculture
La commune est dans le Bas Quercy, une petite région agricole occupant l'extrême-ouest du département de l'Aveyron. En 2020, l'orientation technico-économique de l'agriculture  sur la commune est la polyculture et/ou le polyélevage.
|               | 1988 | 2000 | 2010 | 2020 |
| ------------- | ---- | ---- | ---- | ---- |
| Exploitations | 25   | 16   | 10   | 12   |
| SAU (ha)      | 866  | 902  | 742  | 916  |

Le nombre d'exploitations agricoles en activité et ayant leur siège dans la commune est passé de 25 lors du recensement agricole de 1988  à 16 en 2000 puis à 10 en 2010 et enfin à 12 en 2020, soit une baisse de 52 % en 32 ans. Le même mouvement est observé à l'échelle du département qui a perdu pendant cette période 51 % de ses exploitations,. La surface agricole utilisée sur la commune a quant à elle augmenté, passant de 866 ha en 1988 à 916 ha en 2020. Parallèlement la surface agricole utilisée moyenne par exploitation a augmenté, passant de 35 à 76 ha.

## Culture locale et patrimoine

### Lieux et monuments
- Sept dolmens au moins sont signalés sur la commune. Ils attestent de l'occupation du territoire dès la Préhistoire.
- Église Saint-Pierre de La Capelle-Balaguier.